# Cerodontha bulbiseta
Cerodontha bulbiseta är en tvåvingeart som beskrevs av Friedrich Georg Hendel 1931. Cerodontha bulbiseta ingår i släktet Cerodontha och familjen minerarflugor. Inga underarter finns listade i Catalogue of Life.